# Expo Line
L'Expo Line est une ligne canadienne de métro automatique appartenant au réseau du SkyTrain de Vancouver, en Colombie-Britannique. Elle a pour terminus Waterfront Station à l'ouest et King George Station et Production Way–University Station à l'est.
Elle est la première à être mise en service, en 1985, précédant la Millennium Line en 2002 et la Canada Line en 2009, et relie les villes de Vancouver, Burnaby, New Westminster et Surrey.

## Historique
L'Expo Line est ouverte à l'occasion de l'Exposition spécialisée de 1986 de Vancouver.
À l'origine, la ligne relie Waterfront Station (Vancouver) à New Westminster Station (New Westminster). En 1989, la ligne est prolongée à Columbia Station et Scott Road Station (Surrey), à partir de New Westminster Station, en traversant le Skybridge. En 1994, la ligne est prolongée à King George Station (Surrey). Lorsque la Millennium Line est prolongée à Coquitlam en 2016, la ligne Expo reprend son parcours de Columbia à Production Way–University et dessert dès lors deux branches à l'est.

## Parcours

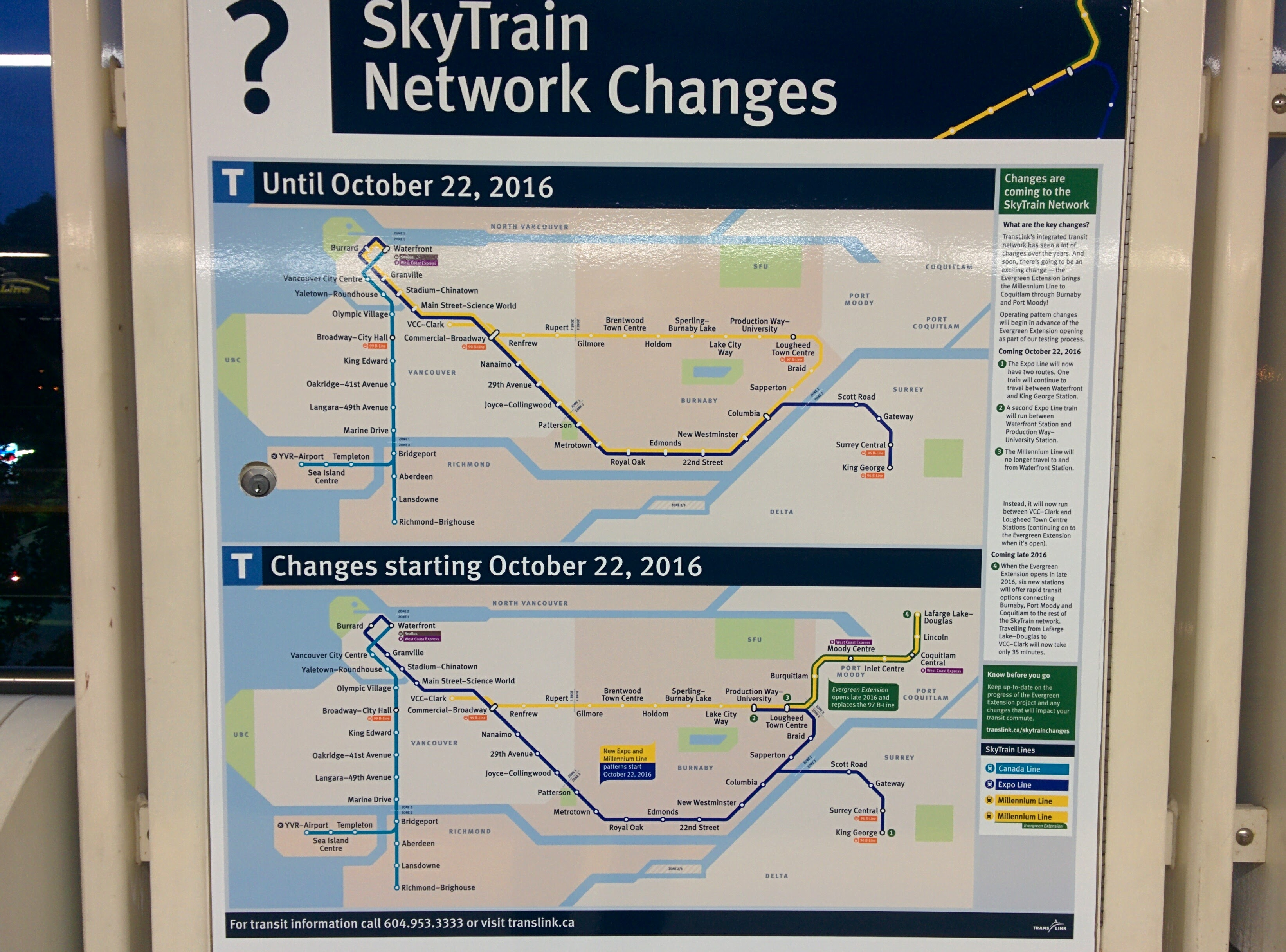
Panneau d'information expliquant les changements dans l'organisation du réseau qu'apporte le prolongement à Coquitlam dit Ervergreen Line.

Les rames mettent en moyenne trois quarts d'heure pour aller d'un terminus de l'est à Waterfront Station. La ligne compte 24 stations pour une longueur totale de 36,4 km et une vitesse moyenne de service de 50 km/h et une vitesse maximale de 80 km/h. Environ 300 000 usagers quotidiens empruntent la ligne, ce qui en fait la plus empruntée du réseau.
|  |    |    |    |  | Station                                | Ville           | Correspondances                       |
|  | -- | -- | -- |  | -------------------------------------- | --------------- | ------------------------------------- |
|  |    | ▣  |    |  | Waterfront                             | Vancouver       | Canada Line West Coast Express SeaBus |
|  |    | ◉  |    |  | Burrard                                | Vancouver       | Autobus R5 «Rue Hastings»             |
|  |    | ◉  |    |  | Granville                              | Vancouver       | Canada Line (Vancouver City Centre)   |
|  |    | ⚫︎ |    |  | Stadium—Chinatown                      | Vancouver       | —                                     |
|  |    | ⚫︎ |    |  | Main Street—Science World              | Vancouver       | Gare de Vancouver Pacific Central     |
|  |    | ◉  |    |  | Commercial—Broadway                    | Vancouver       | Millennium Line Autobus 99B           |
|  |    | ⚫︎ |    |  | Nanaimo                                | Vancouver       | —                                     |
|  |    | ⚫︎ |    |  | 29th Avenue                            | Vancouver       | —                                     |
|  |    | ◉  |    |  | Joyce—Collingwood                      | Vancouver       | Autobus R4 «R4 41re Avenue»           |
|  |    | ⚫︎ |    |  | Patterson                              | Burnaby         | —                                     |
|  |    | ⚫︎ |    |  | Metrotown                              | Burnaby         | —                                     |
|  |    | ⚫︎ |    |  | Royal Oak                              | Burnaby         | —                                     |
|  |    | ⚫︎ |    |  | Edmonds                                | Burnaby         | —                                     |
|  |    | ⚫︎ |    |  | 22nd Street                            | Burnaby         | —                                     |
|  |    | ⚫︎ |    |  | New Westminster                        | New Westminster | —                                     |
|  |    | ⚫︎ |    |  | Columbia                               | New Westminster | —                                     |
|  |    |    |    |  | Branche vers King George               |                 |                                       |
|  |    |    | ⚫︎ |  | Scott Road                             | Surrey          | —                                     |
|  |    |    | ⚫︎ |  | Gateway                                | Surrey          | —                                     |
|  |    |    | ◉  |  | Surrey Central                         | Surrey          | Autobus R1 «Blvd. King George»        |
|  |    |    | ▣  |  | King George                            | Surrey          | Autobus R1 «Blvd. King George»        |
|  |    |    |    |  | Branche vers Production Way—University |                 |                                       |
|  | ⚫︎ |    |    |  | Sapperton                              | New Westminster | —                                     |
|  | ⚫︎ |    |    |  | Braid                                  | Burnaby         | —                                     |
|  | ◉  |    |    |  | Lougheed Town Centre                   | Burnaby         | Millennium Line                       |
|  | ▣  |    |    |  | Production Way—University              | Burnaby         | Millennium Line                       |

## Projets de prolongements
Il est prévu à terme de prolonger la ligne à l'est vers Langley, lorsque les projets d'urbanisation de la région seront menés à terme.